# بنجامين إم. فريدمان
بنجامين إم. فريدمان (بالإنجليزية: Benjamin M. Friedman)‏ هو اقتصادي وأستاذ جامعي أمريكي، ولد في 1944 في كنتاكي في الولايات المتحدة.